# (315530) 2008 AP129
(315530) 2008 AP129, também escrito como (315530) 2008 AP129, é um objeto transnetuniano (TNO) que está localizado no cinturão de Kuiper, uma região do Sistema Solar. Este objeto é classificado com um cubewano. O mesmo possui uma magnitude absoluta de 5,2 e tem cerca de 461 km de diâmetro. O astrônomo Mike Brown lista este corpo celeste em sua página na internet como um candidato a possível planeta anão.

## Descoberta
(315530) 2008 AP129 foi descoberto no dia 11 de janeiro de 2008 pelos astrônomos M. E. Schwamb e M. E. Brown.

## Órbita
A órbita de (315530) 2008 AP129 tem uma excentricidade de 0,250 e possui um semieixo maior de 42,034 UA. O seu periélio leva o mesmo a uma distância de 36,075 UA em relação ao Sol e seu afélio a 47,993 UA.